# Stumpenhusen (Adelsgeschlecht)

Siegel des Heinrich von Stumpenhusen (2. Haus), ersten Grafen von Hoya († 1235), Sohn des "Friesen"

Stumpenhusen ist der Name eines ausgestorbenen niedersächsischen Adelsgeschlechts.

## Geschichte
Urkunden ab dem Jahr 1091 belegen, dass die Edelherren von Stumpenhusen zwischen Minden und Bremen reich begütert waren, wurden jedoch noch nicht als Grafen genannt. Erst Wedekind nennt sich ab 1181 Graf von Stumpenhusen. Ein Zweig der Familie wurde im 12. Jahrhundert Grafen Versfleth und Stotel. Die Brüder Heinrich und Burchard von Stumpenhusen verkauften 1202 ihre Güter sowie Siegel und Wappen an die aufstrebenden Grafen von Hoya. Es wird oft angenommen, dass Heinrich von Stumpenhusen identisch sei mit Heinrich I. von Hoya. Dieser war jedoch Sohn eines aus Friesland stammenden Edlen, des Weiteren wurden beide in verschiedenen Kirchen bestattet. Mit Burchard starb die Familie 1231 aus.

### Burg Stumpenhusen
Ihre Burg Stumpenhusen errichteten die von Stumpenhusen um 1091 bei Wietzen. Mitte des 19. Jahrhunderts waren noch Reste von Erdwällen, Gräben und eines Turmhügels sichtbar, die jedoch später eingeebnet wurden. 1986 wurden bei Grabungen Pfähle gefunden, die in der Niederung als Fundamente genutzt wurden, sowie Scherben aus dem 13. Jahrhundert. Nach dem Verkauf Stumpenhusens und dem Aussterben der Grafenfamilie wurde die Burg aufgegeben.

### Wappen
Das Wappen derer von Stumpenhusen zeigte zwei Bärenklauen, die von den Grafen von Hoya übernommen wurden. Es handelt sich um ein redendes Wappen, das Bezug auf den Familiennamen nimmt (Stumpen=Stumpf).

## Stammliste
1. Gerbert von Stumpenhusen († 1091), verheiratet mit Merswind von Brehna
  1. Adolf von Stumpenhusen
    1. Gerbert I. von Versfleth
      1. Gerbert II. von Versfleth

  2. Gero von Stumpenhusen († 1096)
    1. Wedekind von Stumpenhusen († 1185), verheiratet mit Christiane von Oldenburg, Tochter von Heinrich I. von Oldenburg
      1. Heinrich von Stumpenhusen († 1235)
      2. Burchard von Stumpenhusen († 1231), 1205–1231 Dompropst in Bremen, 1208–1210 Bischof von Bremen-Hamburg (nur in Hamburg anerkannt, 1210 Amtsverzicht)